# دائرة عين الطويلة
دائرة عين الطويلة هي إحدى دوائر ولاية خنشلة الجزائرية.